# Amenhotep II
Pour les articles homonymes, voir Amenhotep.
Amenhotep II (grec : Aménophis II) est le septième roi de la XVIIIe dynastie égyptienne. Fils de Thoutmôsis III et de la grande épouse royale Mérytrê-Hatchepsout, il succède à son père après une probable corégence de deux ou trois ans. Manéthon l’appelle Misphragmuthôsis.
On situe son règne aux alentours de 1428 / 1427 av. J.-C. à 1401 / 1400 av. J.-C..

## Règne
Monté sur « le trône d’Horus des vivants » à l’âge de dix-huit ans, il maintient l'intégrité de l'empire par une politique d'une extrême brutalité.

Si l’on en croit la stèle du Sphinx de Gizeh, il était doué d’une force physique extraordinaire. Ainsi, sur son attelage, « pareil à Montou dans sa puissance », il aurait transpercé de ses flèches quatre cibles en cuivre d’un palme d'épaisseur, 
« ce qui fut certes une prouesse qu’on n’avait jamais faite depuis que le monde existe, ni qu’on n’avait jamais entendu raconter, que de tirer une flèche contre une cible en cuivre, qu’elle en sortît et tombât par terre. »

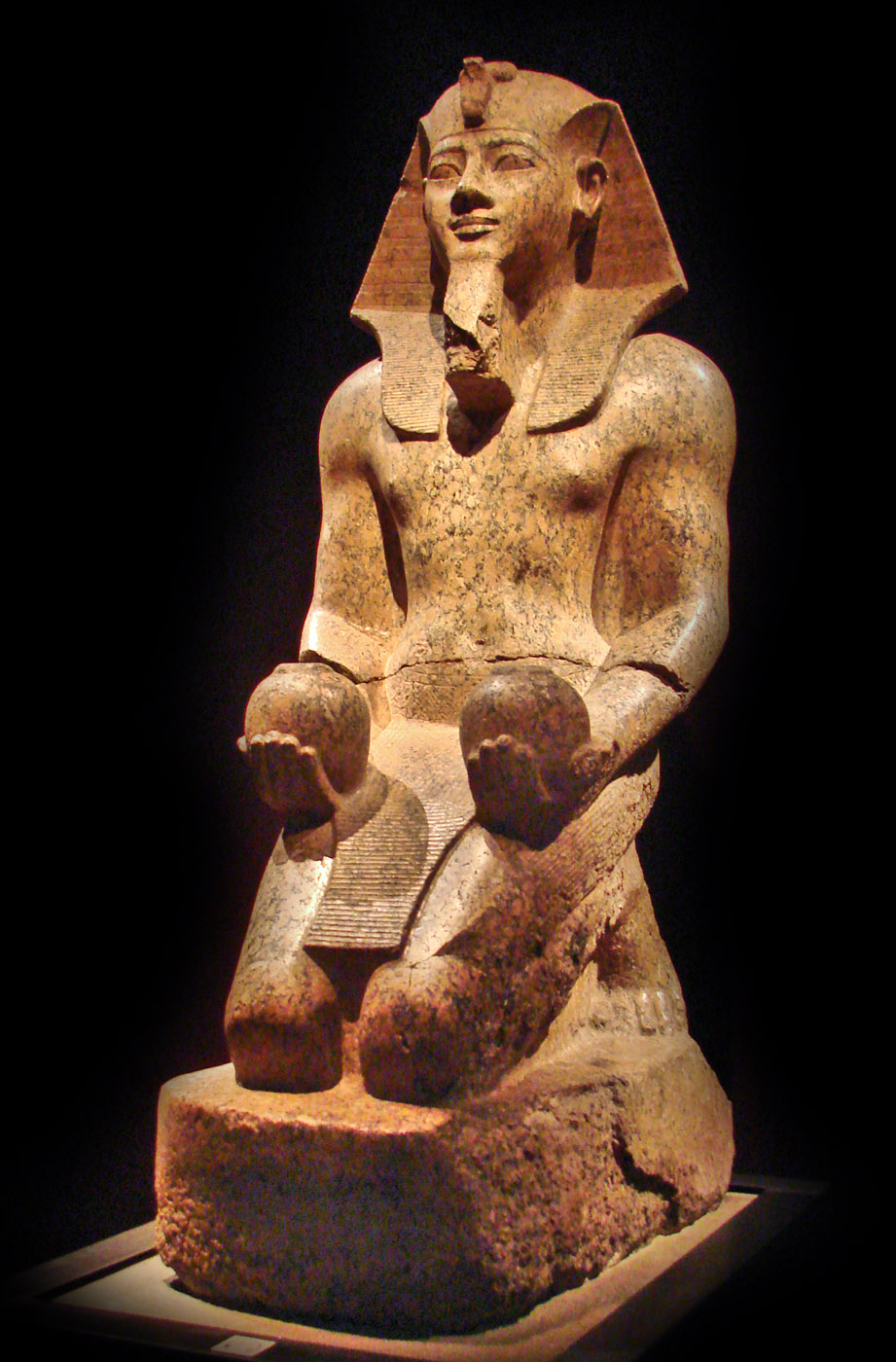
Statue d'Amenhotep II présentant les vases nou - Musée égyptologique de Turin

En l'an 3 (ou 7) de son règne, Amenhotep II entreprend sa « première campagne de victoires » dans la région de Takhsy,. Il arrive sur les bords de l'Oronte, qu’il franchit à gué. Puis il redescend vers le sud et atteint Niy et Qadech, dont les princes font acte d’allégeance. Après un raid contre Khashabou, où le roi en personne fait prisonniers vingt-six Maryannou, l’armée victorieuse retourne à Memphis, « Sa Majesté étant pareille à un taureau puissant ». Les corps de six princes ennemis que le roi a abattus à coups de massue sont exhibés à Thèbes ; un septième cadavre est attaché au mur d'enceinte de Napata « afin de rendre manifestes les victoires de Sa Majesté, pour le temps éternel et le temps infini, dans toutes les plaines et toutes les montagnes de Nubie ».
En l'an 9, le 25e jour du 3e mois de la saison akhet, le roi retourne en Canaan, sans doute d’urgence, car la campagne se déroule « à un moment où la présence des hommes était nécessaire pour les travaux des champs ». Il attaque la ville de Yehem, prend Anaharta qu’il pille et arrive à Megiddo, dont il remplace le prince par un de ses fidèles. À l’issue de la campagne, il ramène en Égypte « 89 600 personnes, avec leurs biens innombrables, tout le bétail leur appartenant, et des troupeaux sans fin ». Les rois du Mittani, du Hatti et de Babylone, quand ils eurent connaissance de son triomphe, lui firent présent de « tous les produits de [leur] pays […] afin que leur fût donné le souffle de la vie »,.
Bien que les conditions de vie des classes populaires nous échappent pour l’essentiel, l’Égypte d’Amenhotep II donne une impression de prospérité, due en grande partie aux livraisons des pays tributaires, placés « sous les sandales de Sa Majesté », et à une main-d’œuvre que fournissaient les nombreux prisonniers de guerre. 
L’appareil administratif, bien rodé, était dirigé par des fonctionnaires dévoués, amis d’enfance du roi ou compagnons d’armes : Ousersatet, le « fils royal de Koush », qui avait pris part aux « campagnes de victoires », Menkhéperrêseneb, qui avait déjà servi Thoutmôsis III, Sennefer, le maire de Thèbes, dont la tombe dite « des vignes » est l’une des plus richement décorées de la nécropole thébaine, ou encore Qénamon, directeur du Trésor et « responsable de tous les pays septentrionaux ».

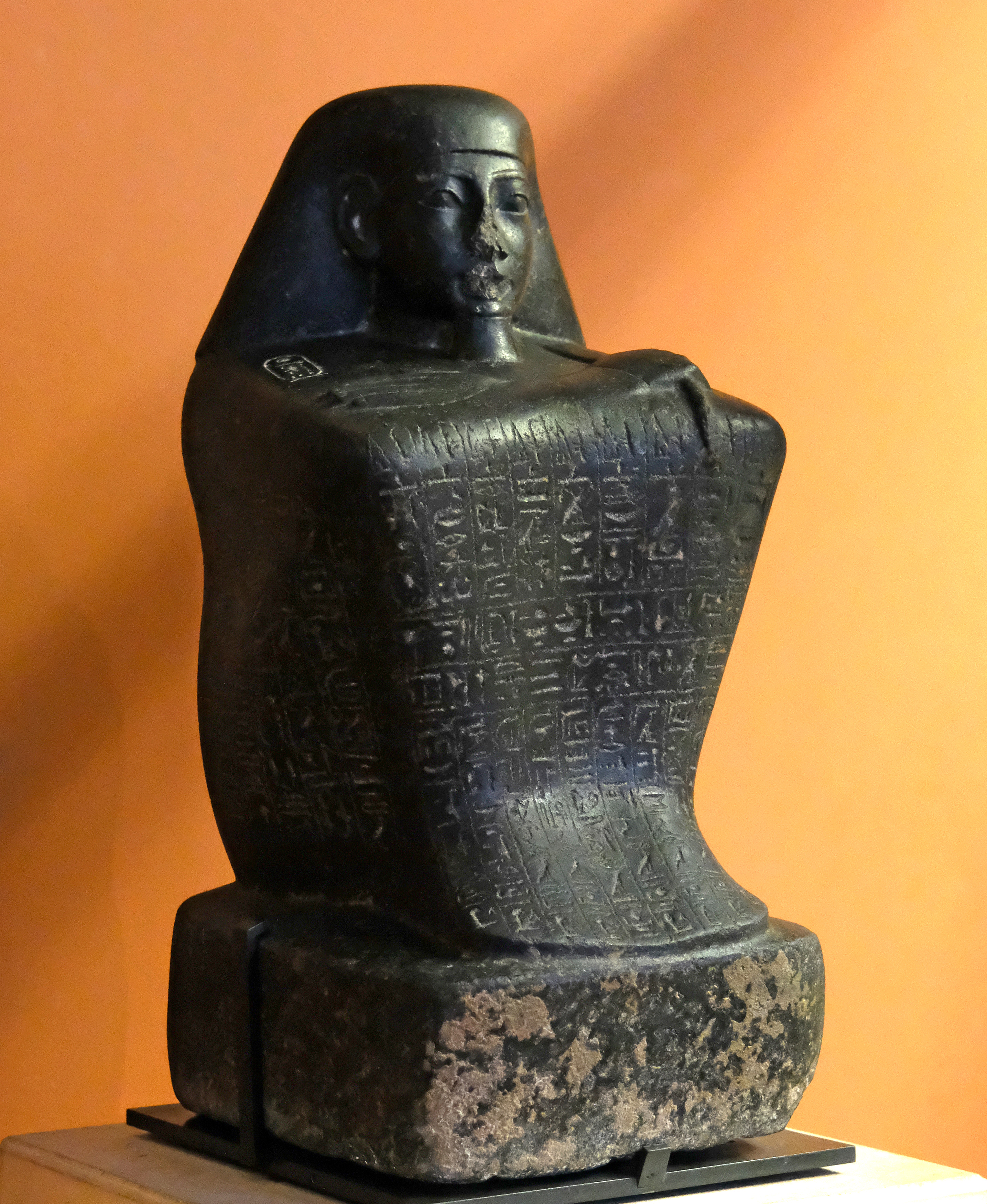
Statue de Manakhtef, le chef des approvisionnements du roi (Musée du Louvre).
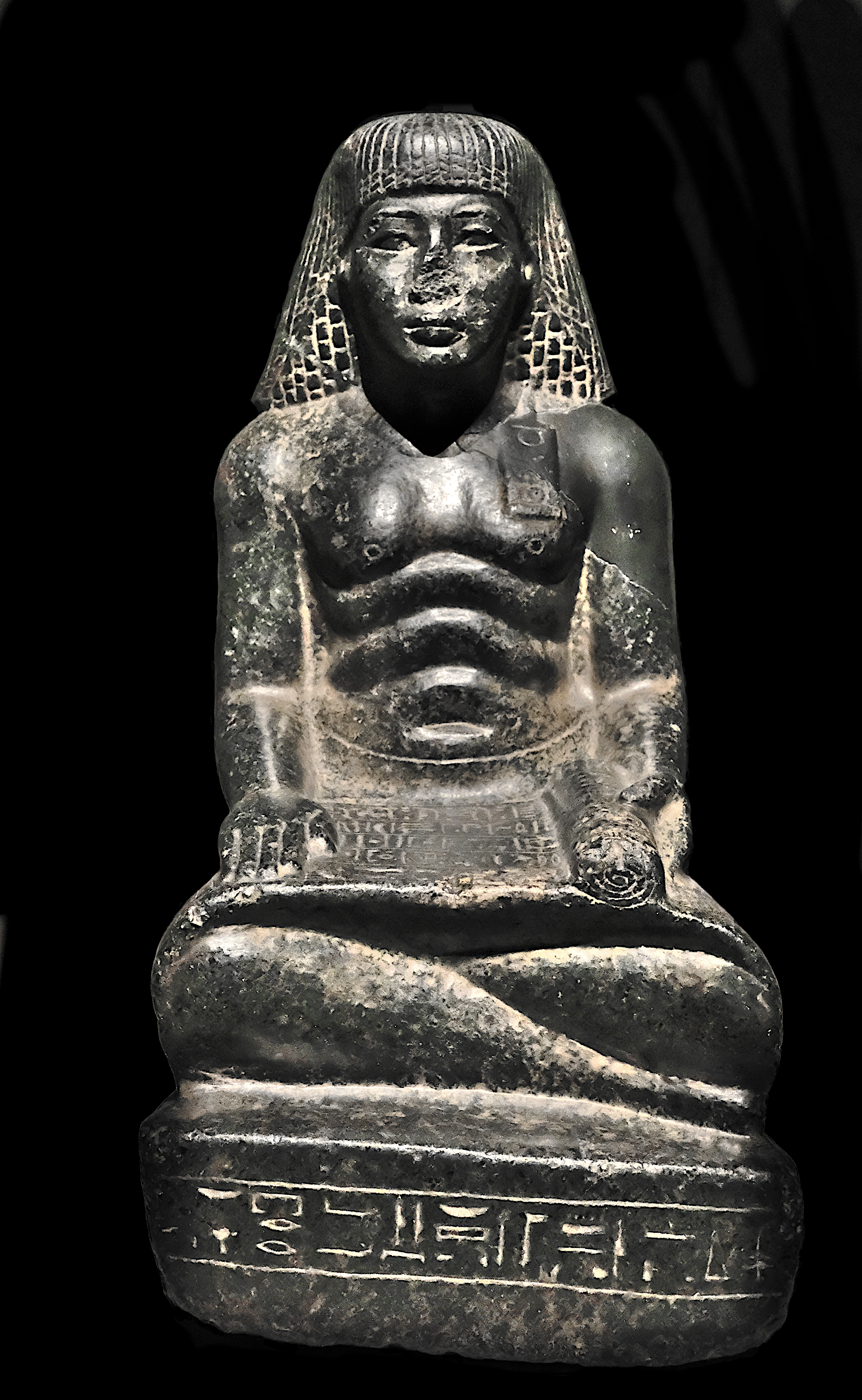
Statue en granit de Sobek-Hotep, chef du trésor, représenté en scribe (Neues Museum, Berlin).

À la différence de Thoutmôsis III, Amenhotep II n’est guère un « roi bâtisseur ». En effet, l'essentiel de son œuvre architecturale consiste à achever les sanctuaires de son prédécesseur, notamment à Amada, à Éléphantine et à El Kab. À Karnak, il se fait représenter sur la face sud du 8e pylône dans l’attitude rituelle de pharaon tuant des captifs étrangers. Ailleurs sur le site, il ne subsiste plus de son œuvre que le pavillon de fête-Sed entre les 9e et 10e pylônes. Divers fragments remployés dans des édifices de ses successeurs attestent cependant un programme de construction plus ambitieux, dont il est difficile de mesurer l’importance.
À sa mort, la couronne échoit à son fils Thoutmôsis IV, né de la dame Tiâa.

## Sépulture

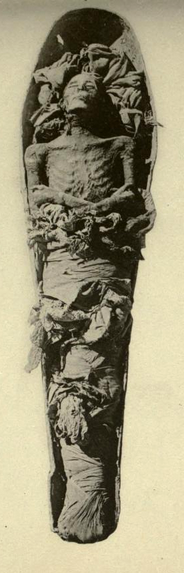
Momie d'Amenhotep II par Howard Carter

Il fait aménager sa « demeure d’éternité », l’une des plus belles tombes de la nécropole thébaine, dans la vallée des Rois (KV 35). Victor Loret, qui l'a fouillée en 1898, y a découvert sa momie intacte, d’une taille hors du commun.
Outre sa momie qui est restée sur place, une partie de son mobilier funéraire y a été retrouvé, quoique dépouillé de tout ornement précieux : maquettes de barques, coffres, vases de pierre, statues funéraires en bois recouvertes de bitume, statues en bois d'animaux sacrés, ouchebti, poteries et autres objets.
Dans des pièces annexes à la chambre funéraire royale, Victor Loret découvre près d'une douzaine de momies royales, dont celles de Thoutmôsis IV, de Mérenptah et de Ramsès IV qui y avaient été déplacées, sur une demande du pharaon Smendès Ier, par les prêtres de la XXIe dynastie, afin de les préserver une ultime fois du pillage.
C'est la seconde des deux cachettes royales qui ont permis de redécouvrir la plus grande partie des dépouilles royales du Nouvel Empire.